# Giga Wing
Giga Wing (ギガウイング, Giga Uingu) es un juego de arcade de disparos vertical de 1999 desarrollado por Takumi Corporation y distribuido por Capcom en su tablero de sistema de arcade CPS-2. Fue porteado más tarde ese año a la consola Dreamcast. La versión de arcade es notable por utilizar un monitor horizontal (como en Radiant Silvergun de Treasure), algo no muy común para los shooters verticales. La versión de Dreamcast había sido planeada para ser lanzada en Estados Unidos en abril del año 2000, antes de que fuera retrasada al 18 de julio del 2000.

## Jugabilidad y trama
Giga Wing toma lugar durante una guerra ficticia dentro de un escenario steampunk. El jugador controlará a una de cuatro naves futuristas diferentes, y deberá destruir naves aéreas y acuáticas, tanques, y edificios enemigos, utilizando tanto armas como misiles montados a la nave y un suministro limitado de bombas capaces de dañar o destruir a todos los enemigos en pantalla. En el juego, el jugador intenta destruir un medallón que posee un gran poder. Muchos de los jefes utilizan el medallón como arma. Al final, se revela que un hombre malvado que pilotea una nave llamada «Stranger» es quien realmente controla al medallón, y fue el responsable de la guerra, al igual que otros conflictos en el pasado, incluyendo la Segunda Guerra Mundial, y los jugadores se enfrentarán a él tres veces como un jefe secundario y el jefe final.
Existen cuatro personajes diferentes en el juego: Sinnosuke, Ruby, Isha, y Stuck, y cada uno cuenta con su propio argumento individual. Los jugadores también pueden jugar en un modo equipo con dos personajes a la vez, creando una nueva historia. En cada historia existen dos finales. En el final malo, el personaje del jugador se sacrifica en un ataque kamikaze que destruye al medallón. En el modo equipo, por lo general, uno de los personajes se sacrificará, pero a veces podrán sobrevivir ambos personajes. En los finales buenos para uno o dos jugadores los personajes no pierden la vida.
Tras escoger una de cuatro naves diferentes, el jugador atravesará siete niveles. Cada nivel termina con una pelea de jefe, y cada partida comienza con tres vidas. La opción de continuar aparecerá cuando se pierdan todas las vidas, aunque el séptimo nivel es accesible únicamente para los jugadores que no hayan utilizado una continuación. Cada nave en Giga Wing posee tres ataques: un disparo normal (un abanico de balas), reflejo (refleja balas enemigas y daña a los enemigos en el campo) y bomba (elimina todas las balas en pantalla). Las naves vencidas a veces podrán soltar potenciadores. Cada nave comienza con dos bombas y se podrán recolectar hasta siete. Cada bomba restante luego de una pelea de jefe le otorgará un bonus al jugador. Los jugadores pueden incrementar su multiplicador de puntaje recolectando medallas soltadas por las naves vencidas. El «rango» del jugador es determinado por el puntaje al final de cada nivel. En consecuencia, el juego ajustará la dificultad según el rango.

## Lanzamiento
En febrero de 2021, fue incluido en el tercer paquete en el compilado Capcom Arcade Stadium para Nintendo Switch.

## Recepción
La versión de Dreamcast recibió reseñas «mixtas» de acuerdo con el sitio web agregador de reseñas GameRankings. Game Informer le dio al juego una reseña favorable; y Electronic Gaming Monthly, una reseña mixta; ambas reseñas fueron otorgadas cuando el juego todavía se encontraba en desarrollo. Jim Preston de NextGen dijo que el juego «debería venir con botellas de Visina y Excedrin». En Japón, Famitsu le dio un puntaje de 28 de 40.
También en Japón, Game Machine clasificó a la versión de arcade en su número del 1 de mayo de 1999 como el décimo juego de arcade más exitoso del mes.